# Weisswasser
Das Weisswasser, auch Wysswasser genannt, ist ein rund 7 km langer Gletscherbach im Schweizer Kanton Wallis.

## Quelle und Verlauf
Das Weisswasser wird vom Fieschergletscher gespeist. Das in den Sommermonaten grauweisse Schmelzwasser des Gletschers hat dem Gewässer den Namen gegeben.
Die Quelle befindet sich derzeit (Sommer 2010) in etwa 1700 m Höhe, an der Gletscherzunge des Fieschergletschers, die im Bereich der Burghütte liegt. Das Wysswasser fliesst durch Fieschertal herab nach Fiesch. Dort mündet es in die Rhone (im Wallis Rotten genannt). In den Sommermonaten kann die Wassermenge des Weisswassers die der Rhone übersteigen.
Der Wasserstand des Weisswassers kann durch Regulation stark schwanken. Plötzlich geöffnete Schleusen, wie beispielsweise aus einem Entkiesungsbecken,  können die Wassermenge des Weisswassers schlagartig erhöhen. Dadurch kommt es immer wieder zu Todesfällen mit Touristen. Die hohe Strömungsgeschwindigkeit des Gletscherbaches ist eine häufig unterschätzte Gefahrenquelle.

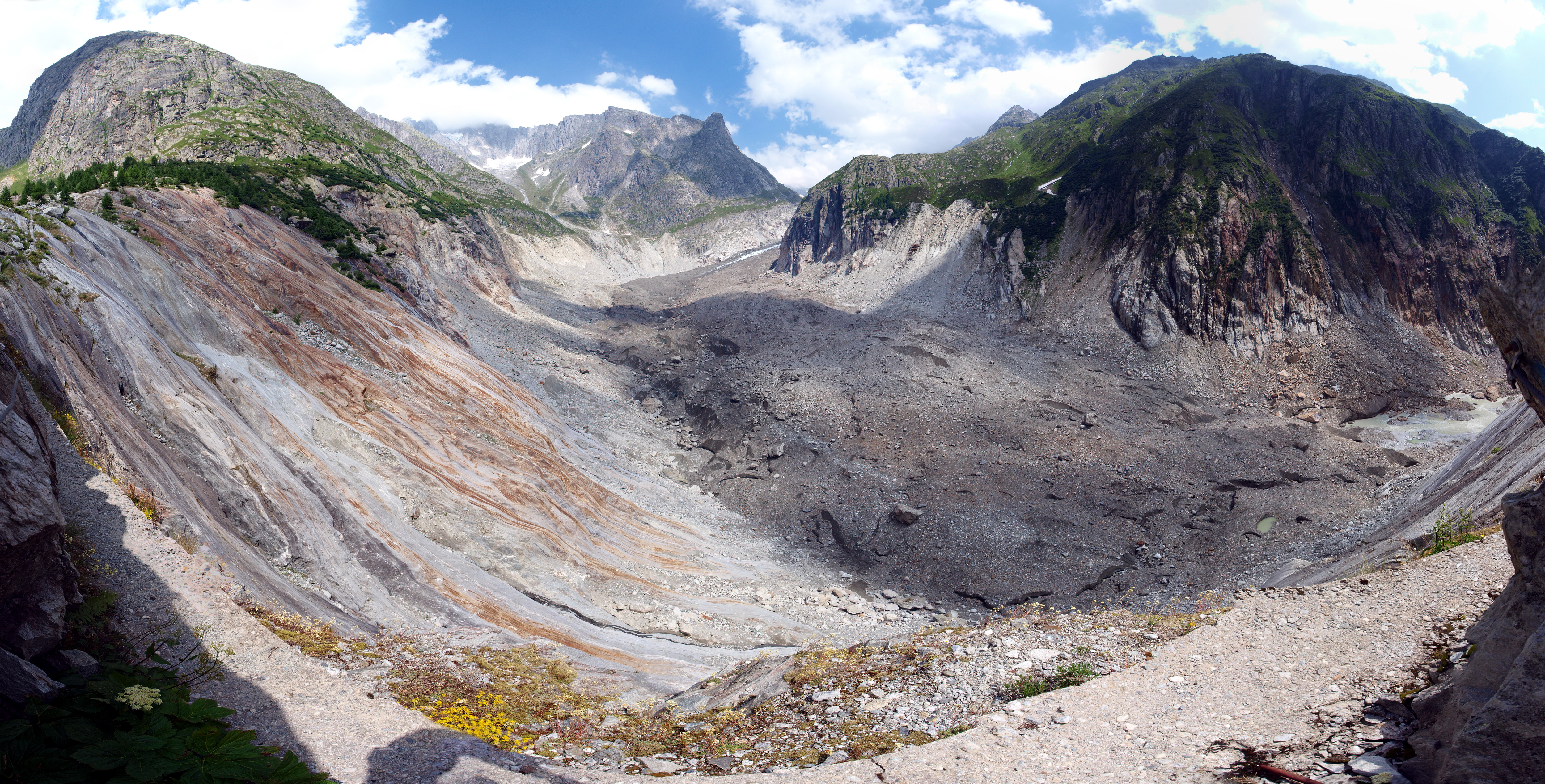
Die Gletscherzunge des Fieschergletschers bildet die Quelle des Weisswassers
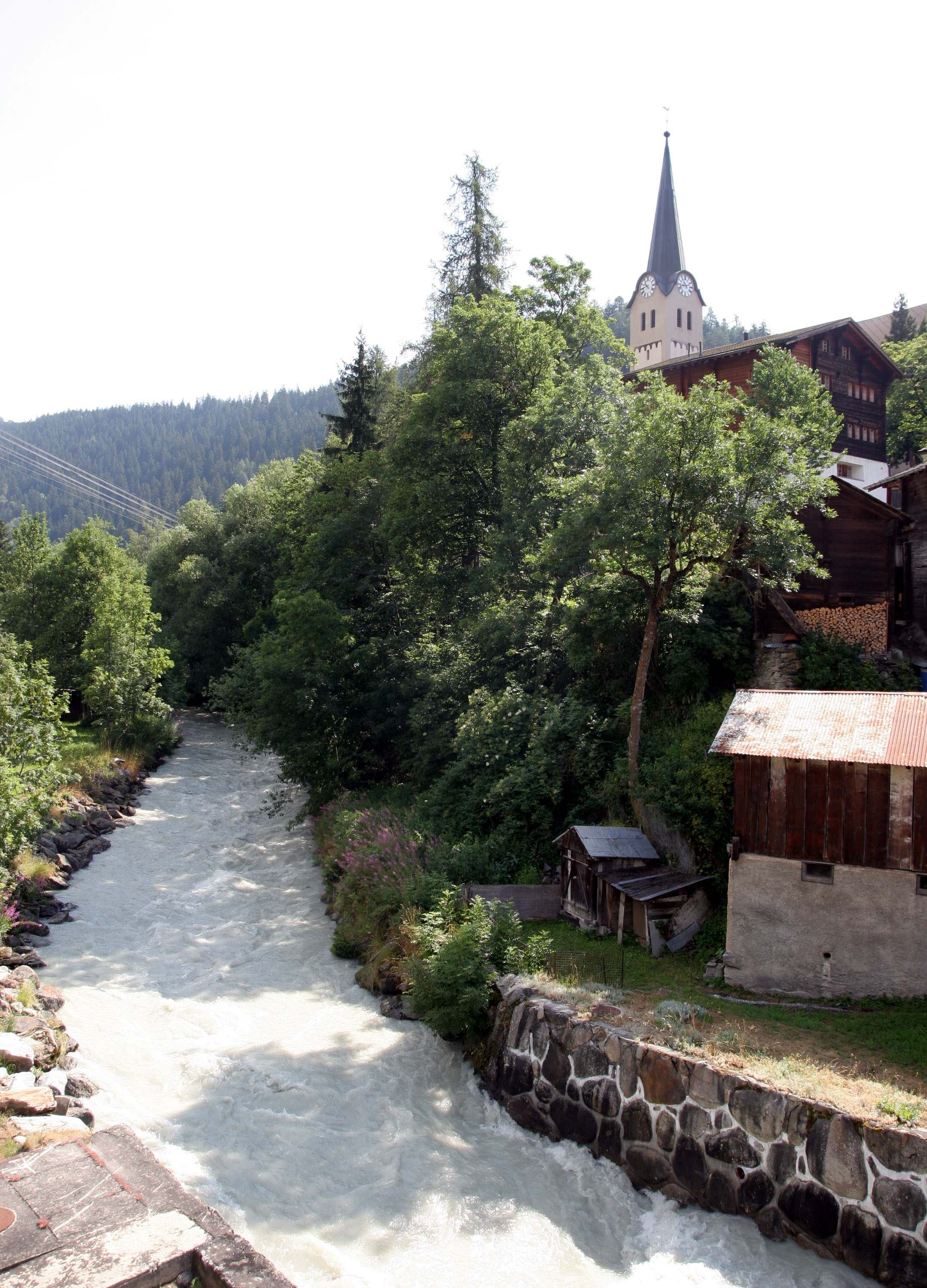
Das Weisswasser in Fiesch